# Gaspard de Bono
Pour les articles homonymes, voir Gaspard.
Gaspard de Bono (Valence (Espagne), 5 janvier 1530 - Valence (Espagne), 14 juillet 1604) est un religieux de l'ordre des Minimes, provincial de son ordre et reconnu bienheureux par l'Église catholique.

## Biographie
Issu d'une famille ruinée peut-être d'origine française ou italienne installée à Valence, il travaille comme apprenti chez un marchand de soieries, pour aider sa famille dont la mère est devenue aveugle. Parallèlement il apprend le latin dans le but d'une possible vocation religieuse, mais il doit soutenir sa famille et abandonner ses études. Il devient soldat de l'armée de Charles Quint à l'âge de vingt ans. Tout en continuant la carrière des armes, il approfondit sa vie de prière et reste fidèle au rosaire. Il combat en Italie où il est blessé en Lombardie. Sauvé de la mort, il a trente ans et ressent à cette occasion la vocation religieuse. Il entre en 1560 chez les frères minimes au couvent San Sebastián de Valence et prononce ses vœux en 1561, puis il est ordonné prêtre. Il est maître des novices et correcteur de plusieurs couvents. Il est remarqué par sa prudence et par sa charité. À l'insistance de l'archevêque saint Jean de Ribéra, il est nommé provincial de son ordre en 1602, où il intensifie la dévotion à saint Joseph. Il meurt deux ans plus tard à l'âge de soixante-quatorze ans.
Il est béatifié le 10 septembre 1786 par le pape Pie VI, il est fêté le 14 juillet. Ses reliques sont conservées depuis 1835 à l'église Saint-Nicolas de Valence où il est représenté sur un tableau de l'école de Valence, du XVIIIe siècle.